# José de Sigüenza

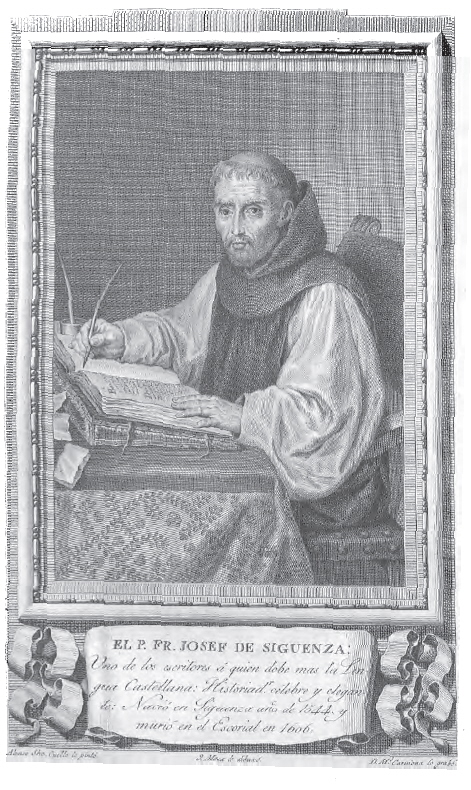
José de Sigüenza

José de Sigüenza (Sigüenza, 1544 - El Escorial, 22 mei 1606), ook bekend als Fray José de Sigüenza, was een Spaanse kerkhistoricus, hiëronymiet, theoloog en dichter.
José was de buitenechtelijke zoon van Asensio Martínez, geestelijke verbonden aan de kathedraal van Sigüenza en Francisca de Espinosa, weduwe. Hij had ook een jongere volle zus, Matea. Hij stond bekend als José de Espinosa, omdat hij zijn vaders naam niet kon dragen. Hij studeerde aan de kunstenfaculteit en daarna de theologiefaculteit van Sigüenza. De laatste studie rondde hij niet af, omdat hij de examenkosten niet kon betalen. Hij werd lid van de Orde van de Heilige Hiëronymus.
Filips II benoemde hem tot bibliothecaris van het Escorial. Daar stond hij onder de invloed van Benito Arias Montano en zijn bijbels, antischolastiek humanisme. Van 1577 tot 1587 reisde hij rond als prediker en verleende diensten aan de hiëronymieten. In 1592 werd hij aangeklaagd door de Inquisitie. Hij kwam er licht vanaf met een korte gevangenisstraf. In 1603 werd hij tot prior van het Escorial verkozen en in 1606, zijn overlijdensjaar, herkozen. José staat vooral bekend om zijn Historia de la Orden de San Jerónimo ("Historie van de Orde van de Heilige Hiëronymus", 1595-1605) en zijn andere geschiedkundige bijdragen, die vooral de kerkgeschiedenis behandelen. In de Spaanse letterkunde wordt hij gevierd als een der beste stilisten in de Spaanse taal.
José de Sigüenza wordt als theoloog gekenmerkt door zijn toespitsing op de tekst van de Bijbel, met een voorkeur voor het Hebreeuws boven de Septuagint en verwerping van de scholastiek. Ook liet hij zich neerbuigend uit over de overleveringen van de heiligen.
Als prior van het Escorial weerlegde hij in 1605 verdenkingen van ketterij aangaande Jeroen Bosch, die in Spanje aan het einde van de zestiende eeuw in een kwade reuk was komen te staan als gevolg van de Contrareformatie.